# Ḍād
Ḍād (ض) – piętnasta litera alfabetu arabskiego. We współczesnym arabskim i w wielu jego dialektach litera oznacza dźwięk [dˤ], tj. faryngalizowaną spółgłoskę zwartą dziąsłową dźwięczną, [d̪ˤ], tj. faryngalizowaną spółgłoskę zwartą zębową dźwięczną lub [d̪ˠ], czyli welaryzowaną spółgłoskę zwartą zębową dźwięczną. Ḍād pochodzi od arabskiej litery ص.
W języku polskim litera ḍād jest transkrybowana za pomocą litery D.
W arabskim systemie liczbowym literze ḍād odpowiada liczba 800.

## Postacie litery
| Postać: | izolowana | końcowa | środkowa | początkowa |
| ------- | --------- | ------- | -------- | ---------- |
| Wygląd: | ض‬         | ـض‬      | ـضـ‬      | ضـ‬         |

## Kodowanie
| Znak                   | ض                 | ض                 |
| ---------------------- | ----------------- | ----------------- |
| Nazwa w Unikodzie      | Arabic Letter Dad | Arabic Letter Dad |
| Kodowanie              | dziesiątkowo      | szesnastkowo      |
| Unicode                | 1590              | U+0636            |
| UTF-8                  | 216 182           | d8 b6             |
| Odwołania znakowe SGML | &#1590;           | &#x0636;          |